# Gabriel Hugelmann
Jean Marie Gabriel Hugelmann, né dans l'ancien 10e arrondissement de Paris le 7 juillet 1828 et mort à Paris 16e le 30 juillet 1889, est un journaliste, auteur dramatique et polygraphe français, connu surtout pour avoir été propagandiste au service de Louis-Napoléon.

## Biographie
Clubiste en 1848, il connaît ses premiers ennuis avec les autorités dès l'âge de 18 ans. On le retrouve plus tard en Algérie, où il est incarcéré. Il s'enfuit de prison pour l'Espagne, épouse une actrice et fonde un journal. De retour à Paris, il s'occupe d'édition et de politique, fait faillite, puis s'installe à Bordeaux, où il lance le Journal de Bordeaux, feuille impérialiste.
A Londres, en 1870, Il entretient une relation avec la comédienne Marguerite Debreux. À partir de 1870, sa vie est une succession de scandales, de condamnations, d'escroqueries, de banqueroutes et de séances au tribunal correctionnel.
Hugelmann, voulant se venger, dénonce publiquement la présence de son ancienne maitresse, Marguerite Debreux, avec plusieurs autres de ses camarades, Alice Regnault qui intente un procès à Hugelman,, Méry Laurent, au moment des perquisitions opérées dans le lupanar de la rue de Suresnes, refuge galant des filles de théâtre et des jeunes dames qui s'y rendent en cachette de leur amant.

## Publications
(Liste non exhaustive)
Théâtre
- Karl-Sand, drame en 5 actes, 1850
- La Fille du roi D. Jacques, drame en trois actes et cinq tableaux, Théâtre populaire de Barcelonne, 1853
- Le Fils de l'aveugle, drame en 5 actes, dont 1 prologue, Paris, Théâtre de l'Ambigu-Comique, 21 avril 1857
- La Moresque, drame en 5 actes et 9 tableaux, dont 1 prologue, musique de M. Artus, Paris, Théâtre de la Porte-Saint-Martin, 22 juillet 1858
- Cri-Cri, féerie en 3 actes et 32 tableaux, avec Pauline Tys, Hippolyte Borssat et Ernest Fanfernot, Paris, Théâtre impérial du Cirque, 15 août 1859
- Émélia Galotti, grand opéra en 4 actes et 8 tableaux, avec Gustave Oppelt, d'après Emilia Galotti de Lessing, 1862
- Les Vins de Bordeaux, pièce en 5 actes, Bordeaux, Théâtre-Français, septembre 1863

La pièce met en scène, personnifiés, le Château Margaux, le Château Latour, le Château Lafite et le Château d'Yquem entourés de divers personnages ubuesques, comme Pingradoubouldour, Croquignoli, Cornuchon, Phosphorillon, des tonneliers et des grisettes, la muse de la Gironde et les habitants de l'île Dorée.
- Boccanegra, drame en vers, 1863
- Le Nouveau Cid, drame en 5 actes et en vers, Paris, Théâtre du Vaudeville, 31 août 1866

Diverses
- Premières Espagnoles, poésies, 1855
- L'Espagne et ses derniers événements, 1856
- La IVe Race, 2 vol., 1863 Texte en ligne 1 2
- De la Caisse générale des chemins de fer : l'œuvre de M. Mirès, 1868
- Les Dernières heures d'un empire, par le général M. R. de Arellano, considérations et traduction par G. Hugelmann, 1869
- Le Salut, c'est la dynastie, 1870
- Les Tyrtéennes, poésies politiques, 2 vol., 1872
- Les Écuries d'Augias, 1889